# Raimondo del Balzo (1303–1375)

Das Wappen der Familie del Balzo

Raimondo del Balzo (* um 1303; † 5. August 1375) war ein italienischer Adliger. Er war im Jahr 1329 Herr von Soleto und wurde ab 1352 zum Grafen ernannt. Zudem besaß er die Titel Herr von Sternatia, Zollino und San Pietro in Galatina sowie Herr von Cutrofiano ab 1319 und Herr von Castrignano de’ Greci. Im Jahr 1332 wurde er zum königlichen Kammerherrn ernannt, fungierte als Hauptmann und Scharfrichter von Capitanata im Jahr 1335 und war von 1335 bis 1337 Generalkapitän und Scharfrichter von Terra di Lavoro. Von 1338 bis 1342 und erneut von 1342 bis 1351 hatte er den Rang des Marschalls des Königreichs Sizilien inne. Des Weiteren war er im Jahr 1341 Generalkapitän von Apulien und 1343 Generalkapitän des Benevento-Tals. Generalkapitän und Scharfrichter von Capitanata 1347, Kriegskapitän von Neapel 1350, Großkammerherr des Königreichs Sizilien 1352–1375, Gouverneur von Barletta und Brindisi 1355, Generalkapitän in Sizilien 1355, königlicher Rat 1367–1375.

## Herkunft
Die Familie del Balzo (lateinisch de Baucio, französisch de Baux, modern provenzalisch di Baus und archaisch provenzalisch dels Baus) ist ein italienisches Adelsgeschlecht, das seit dem 10. Jahrhundert urkundlich belegt ist und aus Les Baux-de-Provence in der Provence. stammt.

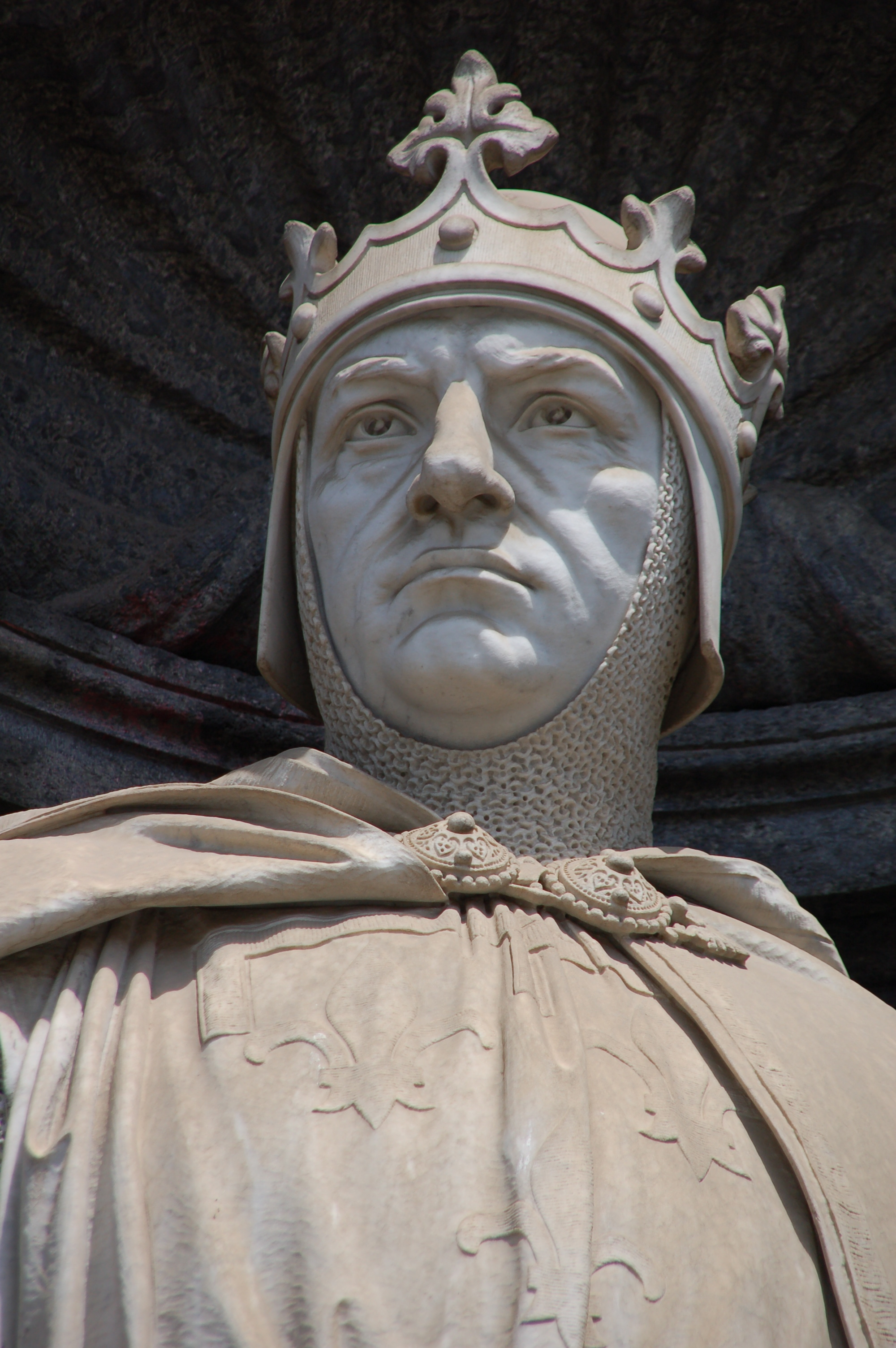
Statue von König Karl I., gemeißelt von Tommaso Solari, Palazzo Reale (Neapel)

Gründer der Familie war Ponzio I. de Baux, Vicomte von Arles, von dem die Vicomtes von Marseille (965) und Pontius III. juvenis, Herr von Les Baux (981) abstammen.
Unter den Söhnen von Bertrand I. von Baux († 1181), Prinz von Orange und Herr von Berre und Les Baux, wurden die Familienlehen aufgeteilt:
- Ugo III. († 1240), Vicomte von Marseille und Herr von Les Baux;
- Bertrando II. († 1201), Herr von Berre
- Guglielmo I. († 1218), Fürst von Orange

Von ihnen stammen die ersten del Balzo ab, die 1265 im Gefolge des Grafen der Provence, Karl von Anjou, nach Italien kamen und die Zweige del Balzo d’Avellino, del Balzo d’Andria und del Balzo di Soleto begründeten, von denen die Zweige del Balzo Orsini und del Balzo di Alessano e Specchia abstammen.

## Leben
Raimondo del Balzo  war der Sohn von Ugo († 1319 während der Belagerung von Alessandria), Seneschall von Sizilien, der von Karl II. d’Anjou 1304 mit der Herrschaft von Galatina in San Pietro und 1308 mit der Grafschaft Soleto belehnt wurde. Zudem wurde er zum Seneschall des Königreichs Neapel und Piemonts ernannt. Raimondos Mutter war Jacopa della Marra, die Tochter von Risone, dem Herrn von Serino.
Als König Robert von Anjou 1324 sein Heer für den Feldzug gegen den König von Sizilien Friedrich II. (III.) von Aragon zusammenstellte, wurde Raimondo mit 15 Rittern zum Kriegsdienst verpflichtet.
Im Jahr 1330 wurde ihm erstmals ein militärisches Kommando außerhalb des Königreichs übertragen. Zusammen mit Bertrando I Del Balzo von Andria und Galasso, dem leiblichen Bruder von König Robert, kämpfte er gegen die Ghibellinen in Oberitalien. Der Feldzug war ein völliger Misserfolg, da die drei Männer von den Parmesanern gefangen genommen und erst zu Beginn des darauffolgenden Jahres befreit werden konnten.

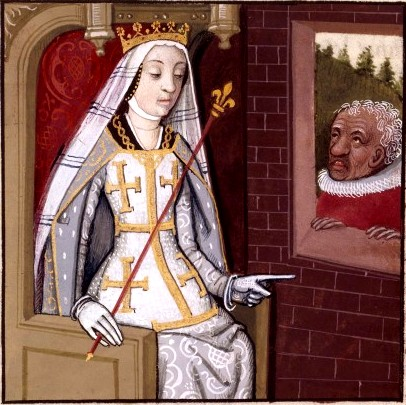
Königin Johanna I. von Neapel, Bild aus dem 15./16. Jh.

Inzwischen war Raimondo zum Kammerherrn ernannt worden und 1331–32 erhielt er von König Robert das Amt des Generalkapitäns und Scharfrichters in der Provinz Principato Ultra. Im Jahr 1337 erhielt er das Amt des Marschalls, eines der wichtigsten Ämter des Königreichs, und in dieser Eigenschaft segelte er 1338 mit der Flotte unter dem Kommando von Karl von Durazzo nach Sizilien. Unmittelbar nach den ersten militärischen Operationen in der Nähe von Taormina wurde die Armee von einer Epidemie heimgesucht, die die Kommandeure zwang, den Feldzug zu unterbrechen.
Nach dem Tod König Roberts 1343 bestieg seine Nichte Johanna von Anjou den Thron. Aber auch unter ihr konnte Raimondo seine Stellung behaupten und wurde zum Generalkapitän der Capitanata, der Basilicata und des Principato Ultra ernannt.
Die Anwesenheit Raimondos als Prokurator Königin Johanna’s im Oktober 1350 bei der Urteilsverkündung des päpstlichen Gerichts, das die Königin von der Anklage der Mittäterschaft an der Ermordung ihres Gemahls, des Prinzen Andreas von Ungarn, freisprach, dürfte nicht unwesentlich zu seiner Stellung als Großkammerherr beigetragen haben.

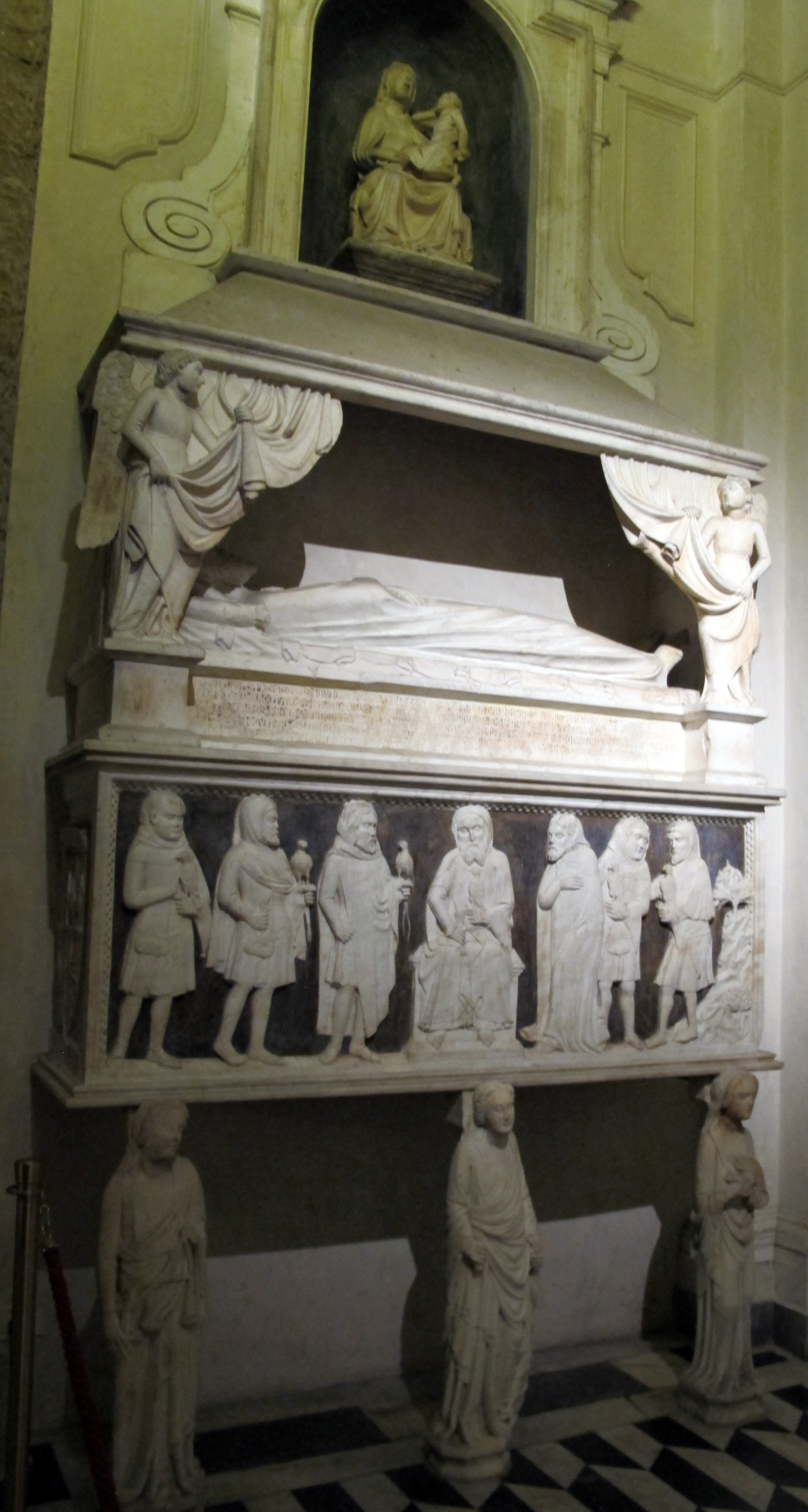
Das Grabmal von Raimondo Orsini, Basilika Santa Chiara in Neapel

Am 13. November 1362 erteilte Urban V. Raimondo del Balzo die Erlaubnis, auf seinem Schloss Casaluce in der Nähe von Aversa ein Kloster mit dem Namen Santa Maria della Neve zu gründen, zu dem eine Kirche, ein Friedhof und ein Glockenturm gehörten.
Am 29. Juli 1375 verfasste Raimondo in Aversa sein Testament und bestimmte seinen Neffen Nicola Orsini, den Sohn des Grafen von Nola Roberto und seiner Schwester Sveva, zum Universalerben. Voraussetzung dafür war, dass Nicola del Balzo zu seinem eigenen Nachnamen hinzufügen sollte, damit seine Nachkommen del Balzo-Orsini genannt würden.
Raimondo starb am 5. August 1375 und ist heute in der siebten Kapelle auf der linken Seite der Basilika Santa Chiara in Neapel beigesetzt.

## Familie
Raimondo war dreimal verheiratet und hatte fünf Kinder, die alle im Kindesalter verstorben sind:
1. Caterina della Leonessa († 1330), Tochter von Giovanni, Herr von Montemarano und Filippa de Joinville
2. 1332 Margherita d’Aquino († Sommer 1344), Tochter von Cristoforo II, 2° Graf von Ascoli und Teodora Sanseverino der Grafen von Marsico
3. nach 1344 Isabelle d’Eppes (d’Appia; † 14. Juli 1375), vielleicht die Tochter des Ritters Jean d’Eppes